# Laying on My Porch While We Watch the World End.
Laying on My Porch While We Watch the World End. è un singolo del rapper canadese Powfu pubblicato il 10 gennaio 2020.

## Tracce
1. Laying on My Porch While We Watch the World End. – 3:20